# Dzień dachówek

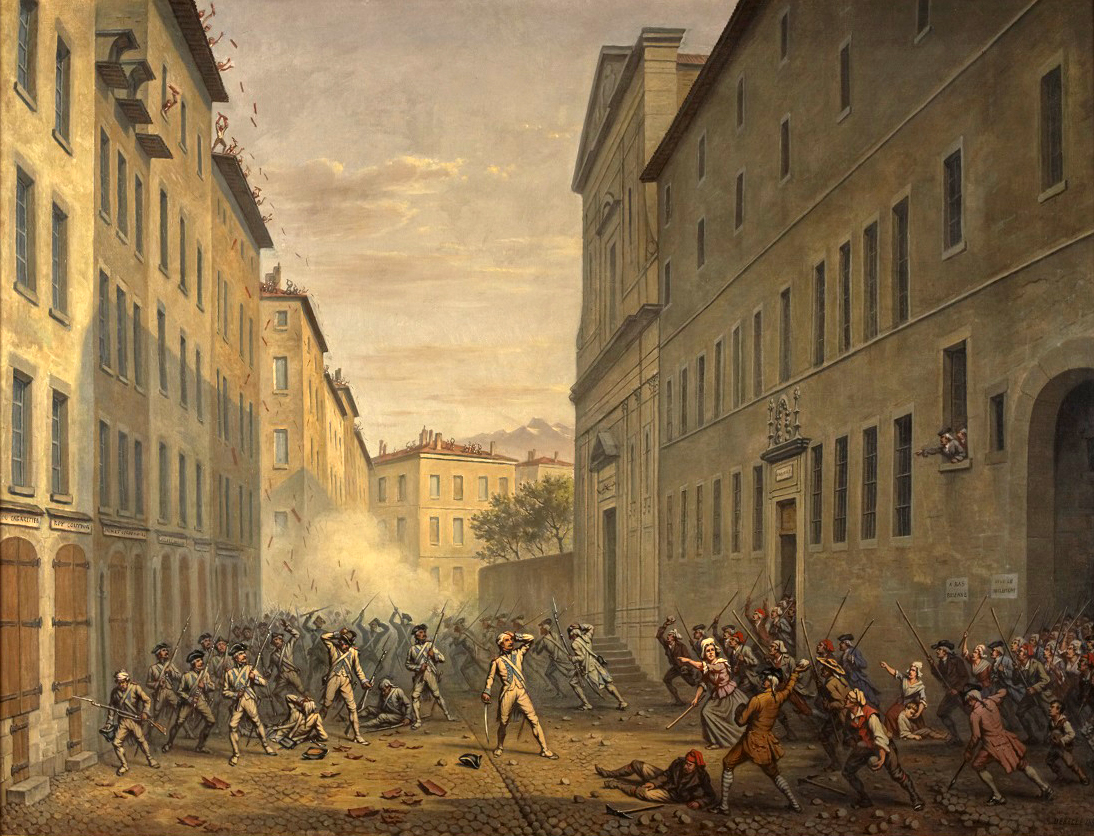
Alexandre Debelle: Dzień dachówek

Dzień dachówek (fr. La Journée des Tuiles) – termin używany na określenie wydarzeń, jakie zaszły 7 czerwca 1788 we francuskim mieście Grenoble, kiedy to zebrani na jarmarku chłopi zaatakowali wojsko, rzucając w nie dachówkami.